# 遺伝情報
遺伝情報（）は、遺伝現象によって親から子に伝わる情報。DNAの塩基配列情報だけではなくその修飾や、母性mRNA・蛋白質なども含む。いわゆる遺伝子は遺伝情報の担体（遺伝因子）のひとつである。現在では遺伝子がその生物もしくは病原のほとんどの遺伝情報を担っていると考えられている。プリオン、ウイロイドなども遺伝子ではない遺伝因子の分かり易い例としてあげられるであろう。
一般的にはゲノムDNAに書き込まれた塩基配列の情報のことと同義的に使われることが多い。様々な生物種の全ての核酸塩基配列を解読する、ゲノムプロジェクトが進行している。核酸塩基配列の調査は法医学でも用いられるようになってきている。バイオテクノロジーの発達により遺伝子診断などが可能になってきた現在では、個人の遺伝情報の公開や漏洩（ろうえい）などによる倫理的な問題も指摘されている。